# Arthur Bliss
Arthur Bliss, nato Arthur Edward Drummond Bliss, (Barnes, 2 agosto 1891 – Londra, 27 marzo 1975), è stato un compositore britannico d'origini statunitensi.

## Biografia
Figlio di padre inglese e madre statunitense, Bliss studiò alla Rugby School di Rugby, quindi al Pembroke College di Cambridge con Cyril Rootham e al Royal College of Music con Charles Villiers Stanford. Durante la prima guerra mondiale, combattendo come ufficiale di artiglieria, nel 1916 venne ferito e nel 1918 intossicato dai gas.
Alla fine della guerra, ritornò alla composizione di pezzi non tradizionali come il Concerto senza parole per tenore, pianoforte e archi o Rotta per soprano e orchestra da camera, in cui la voce si esprime in una serie di suoni insignificanti. Le sue prime opere mostrano l'influenza di Stravinsky e Debussy. Un'opera fondamentale rimane la sua Colour symphony (Sinfonia di colori), composta nel 1922, che esplora l'idea di un'associazione di vari colori, con tema musicale.
Alla fine degli anni 1920, Bliss ritornò a forme più classiche in opere corali come Pastoral (Pastorale) e Morning Heroes (Eroi del mattino).
Tra il 1923 e il 1925 insegnò in California.
Nel 1930 compose la colonna sonora del film Things to Come (Cose a venire) e la musica per il balletto Checkmate (Scacco matto). Bliss è stato un compositore ambizioso e prolifico (oltre 140 opere) e alcune delle sue partiture sono state progettate per un pubblico internazionale, più ampio di quello che in realtà era il suo uditorio. I suoi Introduzione e Allegro e Concerto sono esempi di creazione di questo genere essendo stati presentati nel 1939 all'esposizione internazionale di New York con Solomon Cutner al pianoforte.
Durante la seconda guerra mondiale, cominciò ad insegnare all'Università della California (1940) e successivamente divenne il direttore musicale della BBC (1942-1944) dove ebbe l'idea di separare in diversi canali musicali, i pezzi trasmessi dalla radio, a seconda del genere di trasmissione. Fu nominato sir nel 1950 e nel 1953 divenne il successore di Arnold Bax come Master of the Queen's Music (maestro di musica della regina).
Il dopoguerra vide Bliss fallire in diversi progetti. La sua opera Gli dei dell'Olimpo (Le Olimpiadi) presentata al Covent Garden, non ebbe il successo sperato. Il suo oratorio, Le beatitudini passò inosservato dietro al trionfo del Requiem di guerra di Benjamin Britten presentato nel 1962 al festival di Coventry. Il suo Concerto per violoncello, composto per il grande violoncellista russo Mstislav Rostropovich per essere eseguito al festival di Aldeburgh, venne oscurato da quelli di Britten, di Henri Dutilleux e di Witold Lutosławski.
Bliss realizzò alcune registrazioni delle sue opere più importanti ma altri direttori d'orchestra evitano questo repertorio. Il suo canto del cigno furono le Variazioni metamorfiche per grande orchestra, eseguite nel 1972, ma non dal prestigioso direttore d'orchestra Leopold Stokowski, come aveva sperato.
Scrisse un'autobiografia: As I remember (Ciò che ricordo).
La sua musica è stata scoperta postuma e registrata diverse volte.

## Composizioni di Arthur Bliss
Le opere di Bliss sono state catalogate da Lewis Foreman e i numeri "F" sono ora comunemente usati per identificare la sua musica.

### Teatro

#### Opere
- F. 97, The Olympians (1948)
- F. 96, The Beggar's Opera (1952)
- F. 98, Tobias and the Angel (1960)

#### Balletti
- F. 8, Rout (un balletto in una scena) (1920?)
- F. 119, Melee Fantasque (1921)
- F. 7, Narcissus and Echo (1931; basato su Rhapsody)
- F. 2, Checkmate (balletto)|Checkmate (1937)
- F. 6, Miracle in the Gorbals (1944)
- F. 1, Adam Zero (1946)
- F. 5, The Lady of Shallot (1958)
- F. 3, Diversions (basato su Music for Strings) (1961)
- F. 4, Frontier (basato su musica dal Quintetto per oboe e quartetto d'archi) (1969?)
- F. 9, A Royal Offering (basato su A Colour Symphony) (1977)

#### Musiche di scena
- F. 85, As You Like It (1919)
- F. 86, King Solomon (1924)
- F. 87, Summer Day's Dream, violino e oboe (1949)

### Orchestra
- F. 119, Melee Fantasque (revisione) (1921/1937/1965)
- F. 133, Two Studies (1920)
- F. 106, A Colour Symphony (1921/1932)
- F. 127, Pyonepsion (last movement of A Colour Symphony) (1922)
- F. 102, Bliss: One Step (1923)
- F. 134, Twone, the house of Felicity (1923)
- F. 124, Polonaise (1925)
- F. 116, Hymn to Apollo (1926/1965)
- F. 117, Introduction and Allegro (1926/1937)
- F. 123, Music for Strings (1935)
- F. 94, March, The Phoenix - omaggio alla Francia (1944)
- F. 120, Memorial Concert (1946)
- F. 120, Theme and Cadenza (da Memorial Concert, commedia musicale radiofonica di Trudy Bliss) (1949)
- F. 126, Processional (1953)
- F. 101, A Birthday Greeting for Her Majesty (1955)
- F. 118, Meditazione su un tema di John Blow (1955)
- F. 114, Edinburgh Overture (1956)
- F. 113, Discourse for Orchestra (1957/1965)
- F. 104, Ceremonial Prelude (1965)
- F. 93, Marcia in omaggio a un grande uomo (1965)
- F. 122, Metamorphic Variations (1972)
- F. 132, Two Contrasts per orchestra d'archi (1972)

### Concertante
- F. 109, Concerto per pianoforte, archi, tenore e percussioni (1920/1923)
- F. 110, Concerto per due pianoforti e orchestra (1924)
- F. 108, Concerto per pianoforte in si bemolle maggiore (1938; anteprima di Solomon Cutner)
- F. 111, Violin Concerto (1953; anteprima di Alfredo Campoli, 1955)
- F. 107, Cello Concerto (1970; anteprima di Mstislav Rostropovich)

### Voce/Corale Orchestrale
- F. 33, Pastoral 'Lie strewn the white flocks' (1928)
- F. 32, Morning Heroes (1930)
- F. 34, Songs of Welcome (1954)
- F. 28, The Beatitudes (1961)
- F. 31, Mary of Magdala (1962)
- F. 30, Golden Cantata (1963)
- F. 29, God save the Queen (1969)
- F. 36, The World is charged with the Grandeur of God (1969)
- F. 35, Due Ballate (1971)

### Musica da camera
- -, Trio per pianoforte, clarinetto e violoncello (1909)
- -, Quartetto per pianoforte, clarinetto, violoncello e timpani (1910??)
- F. 23, Quartetto per archi in la maggiore (1913)
- F. 18, Quartetto per pianoforte in la minore (1915)
- F. 17, Fuga per quartetto d'archi (1916)[N 1]
- F. 22, Quartetto per pianoforte (1919) [N 2]
- F. 16, Conversations (1920)
- F. 24, Quartetto per archi (1923)[N 3]
- F. 190, Allegro (da un quartetto per archi, incompleto) (1927)
- F. 21, Quintetto per oboe e archi (1927)
- F. 20, Quintetto per clarinetto e quartetto d'archi (1932)
- F. 91, Sonata per Viola e Pianoforte (1933)
- F. 25, Quartetto per archi n. 1, in si bemolle maggiore (1941)
- F. 26, Quartetto per archi n. 2 (1950)
- F. 27, Toast to the Royal Household (1961)
- F. 19, Play a penta (1971)
- -, Preludio per ottoni, percussioni, ottavino e doppio fagotto (1974?) (conosciuto anche come Fanfare for Lancaster)[1]

### Strumentale

#### Pianoforte
- F. 142, May Zeeh (1910)
- F. 147, Suite (1912)
- F. 139, Intermezzo (1912)
- F. 152, Valse Fantastiques (1913)
- F. 155, Rout (arrangiamento per due pianoforti) (1920?)
- F. 138, Bliss: One Step (1923)
- F. 141, Masks (1924)
- F. 148, Suite (1925)
- F. 149, Toccata (1925)
- F. 151, Two Interludes (1925)
- F. 144, The Rout Trot (1927)
- F. 146, Study (1927)
- F. 140, Karen's Piece (1940/1941)
- F. 145, Sonata per pianoforte (1952) (scritta per Noel Mewton-Wood, che aveva suonato il Concerto per pianoforte con grande soddisfazione di Bliss; prima registrazione di Marguerite Wolf, 1960)[2]
- F. 143, Miniature Scherzo (1969)
- F. 154, Fun and Games (tre mani/due pianoforti) (1970)
- F. 150, Triptych (1970)
- F. 153, Wedding Suite, A (1974)

#### Organo
- F. 137, Praeludium (1971)

#### Altro
- F. 89, Intermezzo per Viola e Piano (1914?)
- F. 192, Violin Sonata (incompleta) (1914)
- F. 92, Two Pieces per Clarinet (1916)
- F. 89a, Andante Tranquillo e Legato (1926??)
- F. 91, Viola Sonata (1933) (anteprima di Lionel Tertis e Solomon Cutner)
- F. 88, Enid’s Blast (1968)
- F. 90, Music for a Prince (1970)

### Vocale

#### Voce e Ensemble
- F. 160, Madam Noy (1918)
- F. 161, Rhapsody (1919)
- F. 162, Rout (1920)
- F. 165, Two Nursery Rhymes per Voce, Clarinetto in la (o Viola) e Pianoforte (1920)
- F. 164, The Tempest (1921)
- F. 166, Women of Yu’eh (1923)
- F. 158, Quattro canzoni (1927)
- F. 163, Serenata per baritono e orchestra (1929)
- F. 163, Due canzoni d'amore (dalla Serenata) (1929)
- F. 157, The Enchantress (1951)
- F. 156, Elegiac Sonnet (1954)
- F. 159, A Knot of Riddles (1963)
- F. 35, Due ballate (1971)
- F. 158, Quattro canzoni (1973)

#### Voce e pianoforte
- F. 181, Tis time I think by Wenlock Town (1914)
- F. 173, The Hammers (1915)
- F. 182, The Tramps (1916)
- F. 188a, La Serva Padrona (Pergolesi) (1919)
- F. 179, Tre canzoni romantiche (1921)
- F. 180, Tre canzoni (1923/1972)
- F. 170, The Ballad of the Four Seasons (1923)
- F. 178, Three Jolly Gentlemen (1923)
- F. 185, When I was one and twenty (1923)
- F. 172, the Fallow deer at the lonely house (1924)
- F. 168, At the Window (1925)
- F. 174, Rich or Poor (1925)
- F. 171, A Child's prayer (1926)
- F. 177, Simples (1932)
- F. 176, Seven American Poems (1940)
- F. 184, Two American Poems (1940)
- F. 169, Auvergnat (1943)
- F. 191, Pack clouds away (incomplete) (anni '60)
- F. 193, Song of a man who has come through (incompleta) (anni 1960)
- F. 167, Angels of the Mind (1969)
- F. 175, Sailing or Flying (1970)
- F. 183, Tulips (1970)

#### Coro
- -, When wilt thou save thy people? (1943??)
- F. 37, Aubade for Coronation Morning (1953)
- F. 51, Seek the Lord (1956)
- F. 38, Birthday songs for a Royal child (1959)
- F. 54, Stand up and bless the Lord (1960)
- F. 40, Cradle Song of a newborn child (1963)
- F. 45, O give thanks unto the Lord (1965)
- F. 41, He is the Way (1967)
- F. 50, River Music (1967)
- F. 55, Sweet Day, so cool (1967)
- F. 56, Three Songs for Girls and Boys (1967)
- F. 42, Lord, who shall abide in thy tabernacle? (1968)
- F. 46, One, two, buckle my shoe (1968)
- F. 48, A Prayer to the infant Jesus (1968)
- F. 39, Christ is Alive! Let Christians sing (1970)
- F. 44, Ode per Sir William Walton (1972)
- F. 47, Prayer of St Francis of Assisi (1972)
- F. 49, Put thou thy trust in the Lord (1972)
- F. 43, Mar Portugues (1973)
- F. 52, Shield of Faith (1974)
- F. 53, Sing, Mortals (1974)

#### Inni
- -, Pen Selwood – Hymn Tune (1967?)
- -, Santa Barbara – Hymn Tune (1967?)
- -, Mortlake – Hymn Tune (1971?)

### Ottoni/Banda militare
- F. 113, Kenilworth (1936)
- F. 12, First Guards (1956)
- F. 11, Call to Adventure (1962)
- F. 10, The Belmont Variations (1963)
- F. 14, Linburn Air (1965)
- F. 15, Salute to Lehigh University (1968)

### Fanfare
- F. 62, Fanfare for a Political Address (1921)
- F. 63, Fanfare for Heroes (1930)
- F. 59, Dominion Greetings (1935)
- F. 83, Three Jubilant and Three Solemn Fanfares (1935/1943)
- F. 61, Fanfare for a Dignified Occasion (1938)
- F. 57, Birthday Fanfare for Henry Wood (1944)
- F. 75, Peace Fanfare for Children (1944)
- F. 79, A Salute to Painting (1953)
- F. 80, A Salute to the RAF (1956)
- F. 82, Service of the Order of the Bath (1956)
- F. 68, Fanfare preceding the National Anthem (1960)
- F. 74, Let the People Sing - Two Fanfares (1960)
- F. 78, Royal Fanfares and Interludes (1960)
- F. 81, A Salute to the Royal Society (1960)
- F. 71, Greetings to a City (1961)
- F. 84, Music for Wedding of Princess Margaret (1961?)
- F. 70, Gala Fanfare (1962)
- F. 72, High Sheriff's Fanfare (1963)
- F. 67, Fanfare, Homage to Shakespeare (1964)
- F. 64, Fanfare for the Commonwealth Arts Festival (1965)
- F. 77, The Right of the Line (1965/1982 poth.)
- F. 69, Fanfare: Prelude for Orchestra ‘Macclesfield’ (1966)
- F. 65, Fanfare for the Lord Mayor of London (1967)
- F. 76, Prince of Wales Investiture Music (1969)
- F. 158, Birthday Greetings to the Croydon Symphony Orchestra (1971)
- F. 60, Fanfare for a Coming of Age (1973)
- F. 66, Fanfare for the National Fund for Crippling Diseases (1973)
- F. 84, Music for Wedding of Princess Anne (1973)
- F. 73, Lancaster-prelude (1974)

### Arrangiamenti per orchestra
- F. 188, Fire Dance (arr. di lavoro di Sinding)
- F. 189, Set of act Tunes and Dances (Purcell) (1921)
- F. 186, Das alte jahr vergangen is (Bach) (1932)

### Arrangiamenti per Ottoni/Banda militare
- F. 187, Three Bach Chorales from St John Passion (1960)

### Musica per i media

#### Musica per film
- F. 131, Things to Come (1936)
- F. 112, Conquest of the Air (1936)
- F. 103, Cesare e Cleopatra (non usato; sostituito da un nuovo spartito di Georges Auric)[3]
- F. 121, Men of Two Worlds (1946)
- F. 125, Présence au combat (1945)
- F. 105, Cristoforo Colombo (1949)
- F. 135, War in the Air (1954)
- F. 95, Welcome the Queen (1954)
- F. 129, Seven Waves Away (1956)

#### Musica per la radio
- F. 136, Your question answered (1944)
- F. 115, Heritage of Britain (1950)

#### Musica per la televisione
- F. 99, ABC Television Signature and Interval Music (1956)
- F. 100, An Age of Kings (1960)
- F. 128, Royal Palace Music (1966)
- F. 130, Spirit of the Age (1975)

### Altre opere perdute
- -, Elizabethan Suite (?)
- -, March and Valse des Fleurs (arr. Tchaikovsky) (1910?)
- -, Valses Melancoliques, Deuxième Preludes; Valse-Phantasie (1913?)
- -, The Festival of Flora (arr. of Henry Purcell) (1927?)
- -, Theme from Processional Interlude (1969)

## Onorificenze
Oltre a quelle già citate:
1969 - Venne nominato commendatore dell'Ordine reale vittoriano (KCVO).

### Osservazioni
1. ↑  perduta
2. ↑  perduto
3. ↑  lavoro frammentario